# Sepolcro di Alessandro VII
Il sepolcro di Alessandro VII è il monumento funebre di papa Alessandro VII Chigi (1599-1667), fastosa opera di Gian Lorenzo Bernini realizzata dal 1672 al 1678 sui disegni e bozzetti dell'anziano artista, con la collaborazione dei suoi allievi; si trova nell'ambulacro della basilica di San Pietro in Vaticano, superato il transetto sinistro, sopra una porta lignea che conduce verso l'esterno, nella Città del Vaticano.
Il sepolcro si differenzia di quello di papa Urbano VIII, eseguito dallo stesso Bernini per la medesima basilica di S. Pietro, ma anche da altri, che mostrano il papa seduto imperiosamente sul proprio trono. Il monumento è infatti composto da una statua raffigurante il pontefice umilmente inginocchiato in preghiera, il cui basamento sovrasta un ampio ed elegante drappo in marmo rosso, sul quale si appoggiano quattro statue femminili che impersonificano le virtù praticate da papa Alessandro. In primo piano a sinistra c'è la Carità con un bambino in braccio. A destra si trova la Verità, con un piede posato sopra un globo; si ritiene che sotto l'alluce, in corrispondenza dell'Inghilterra, vi sia una spina che rappresenterebbe la sofferenza causata al papa dall'espansione dell'anglicanesimo. In secondo piano, rispettivamente a sinistra e a destra, si trovano Giustizia e Prudenza; le statue sono in marmo bianco, in netto contrasto cromatico con il rosso del panneggio realizzato in diaspro siciliano, e il verde e il nero dei marmi utilizzati per le parti architettoniche del monumento, come il basamento su cui prega Alessandro. Al centro, da sotto il drappo marmoreo emerge, con il capo ancora parzialmente celato come a volersene liberare, uno scheletro che impugna, sollevandola nella mano destra, una clessidra in bronzo dorato, simboleggiante lo scorrere lento, ma continuo, della vita; si tratta di un tema caro all'iconografia del periodo barocco, che si richiama alla «vanitas vanitatum». 
Il monumento è considerato come uno tra i più spettacolari esempi del Barocco romano, sia per la bellezza della composizione, articolata su più livelli, sia per l'armonioso accostamento dei marmi policromi utilizzati per le diverse parti che lo compongono.

La tomba viene commissionata, come era solito fare, ancora quando il papa era in vita: soltanto dopo molti anni e variazioni al progetto, il nipote del papa, Flavio Chigi, si caricò dell'onere finanziario. Sono noti solo tre disegni (non considerati veri e propri studi fatti da Bernini in preparazione) e tutti prevedono l'utilizzo della porta: in origine infatti il muro era stato predisposto e considerato ad ospitare solo dipinti, ma nel 1606 Cigoli autorizza l'uso della zona per tombe papali e pensa di smantellare la porta. Nel primo disegno noto; Bernini sembra alquanto in difficoltà con la porta e tenta di coinvolgerla facendovi appoggiare un braccio di una Virtù, anche se è un'azione priva di utilità, cioè è solo un espediente per inserire la porta nella composizione. La "porta" viene così a rappresentare sempre più la porta-passaggio dell'aldilà, ma non conduce al sepolcro di Alessandro VII, nascosto sotto il diaspro rosso siciliano. La figura della Morte non è ancora presente nel primo disegno, lo sarà nei due disegni successivi. In questi due ultimi disegni l'arco "trionfale" che prima era piatto, una semplice nicchia, ora è disegnato in prospettiva. Il secondo disegno per la tomba di Alessandro VII è l'ultima approvata dal pontefice prima della sua morte. La posizione non-frontale del papa suggerisce che la tomba era originariamente destinata al posizionamento intorno a una porta più vicina all'abside, in modo che la figura potesse mostrare riverenza verso la Cattedra. C'è da notare che le Virtù dal secondo al terzo disegno divengono via via meno visibili. È possibile che il papa le volesse incluse, e Bernini no, ma deve averle incluse nella composizione finale o per guadagnare di più sul compenso o anche per onorare il mecenate a lui tanto prezioso, dato che Alessandro VII morì dopo il compimento del secondo disegno e perciò Bernini deve aver avuto un po' più di libertà rispetto al progetto della tomba di Urbano VIII. 

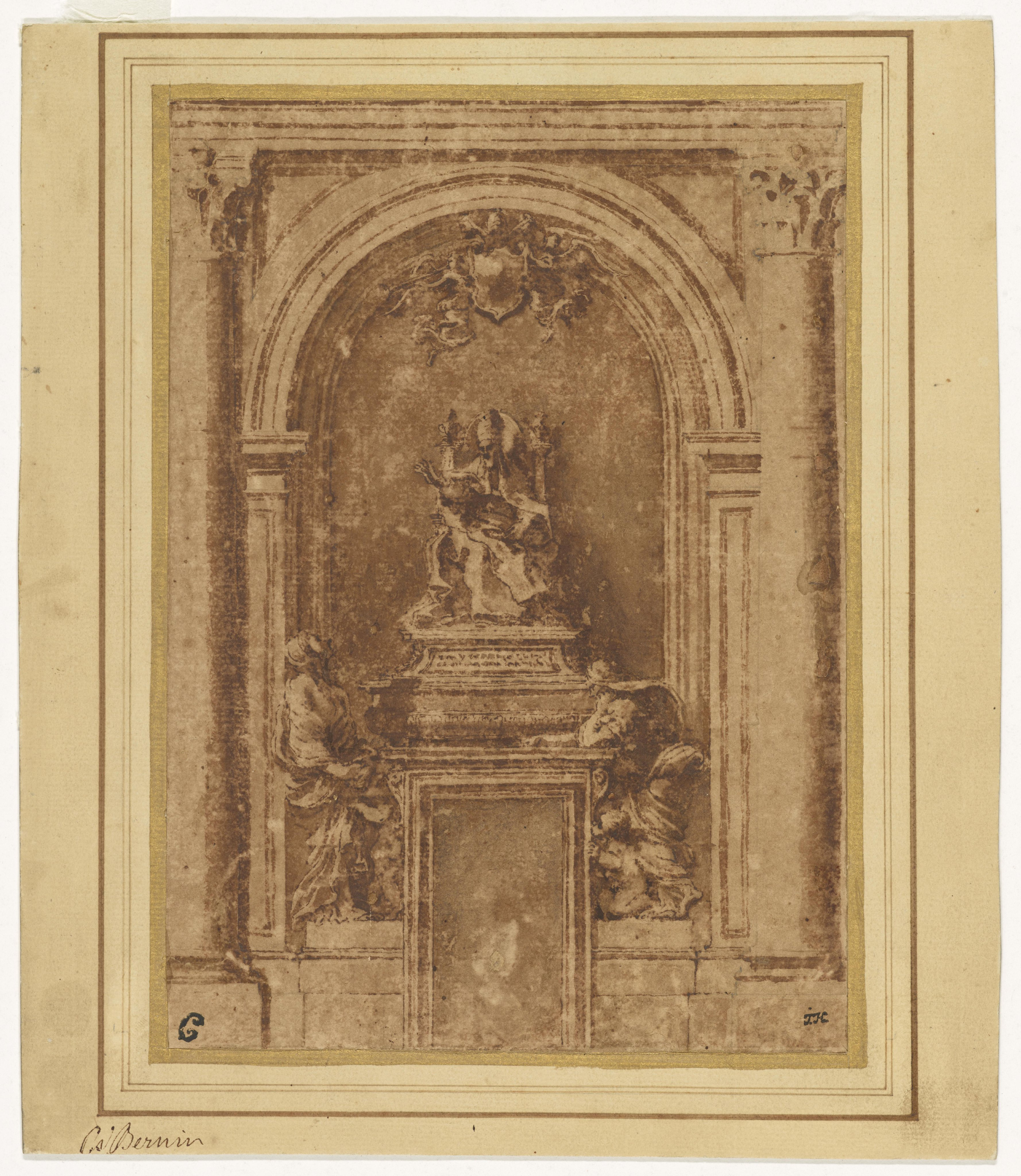
Primo disegno noto per la tomba di Alessandro VII
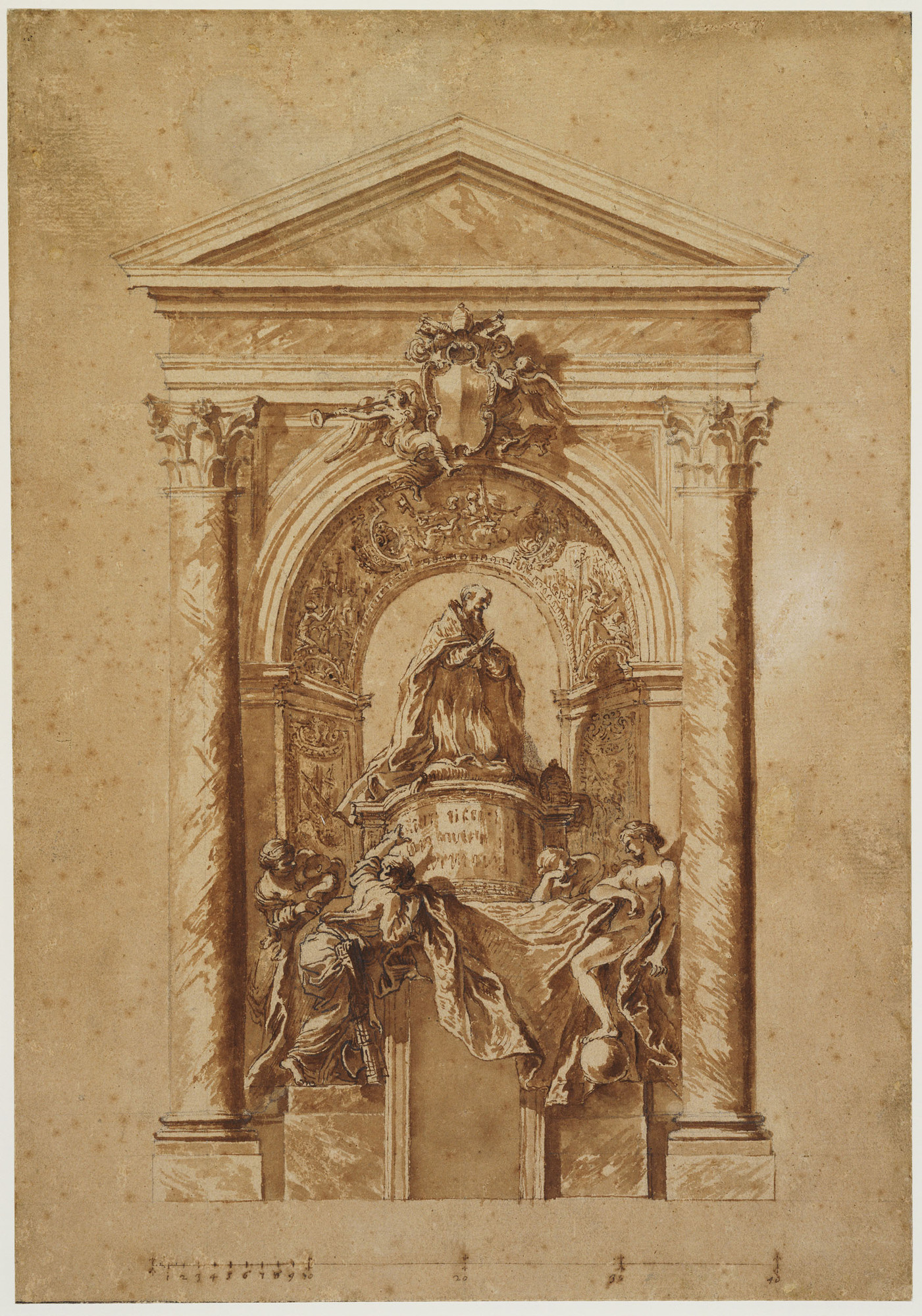
Secondo disegno noto per la tomba di Alessandro VII
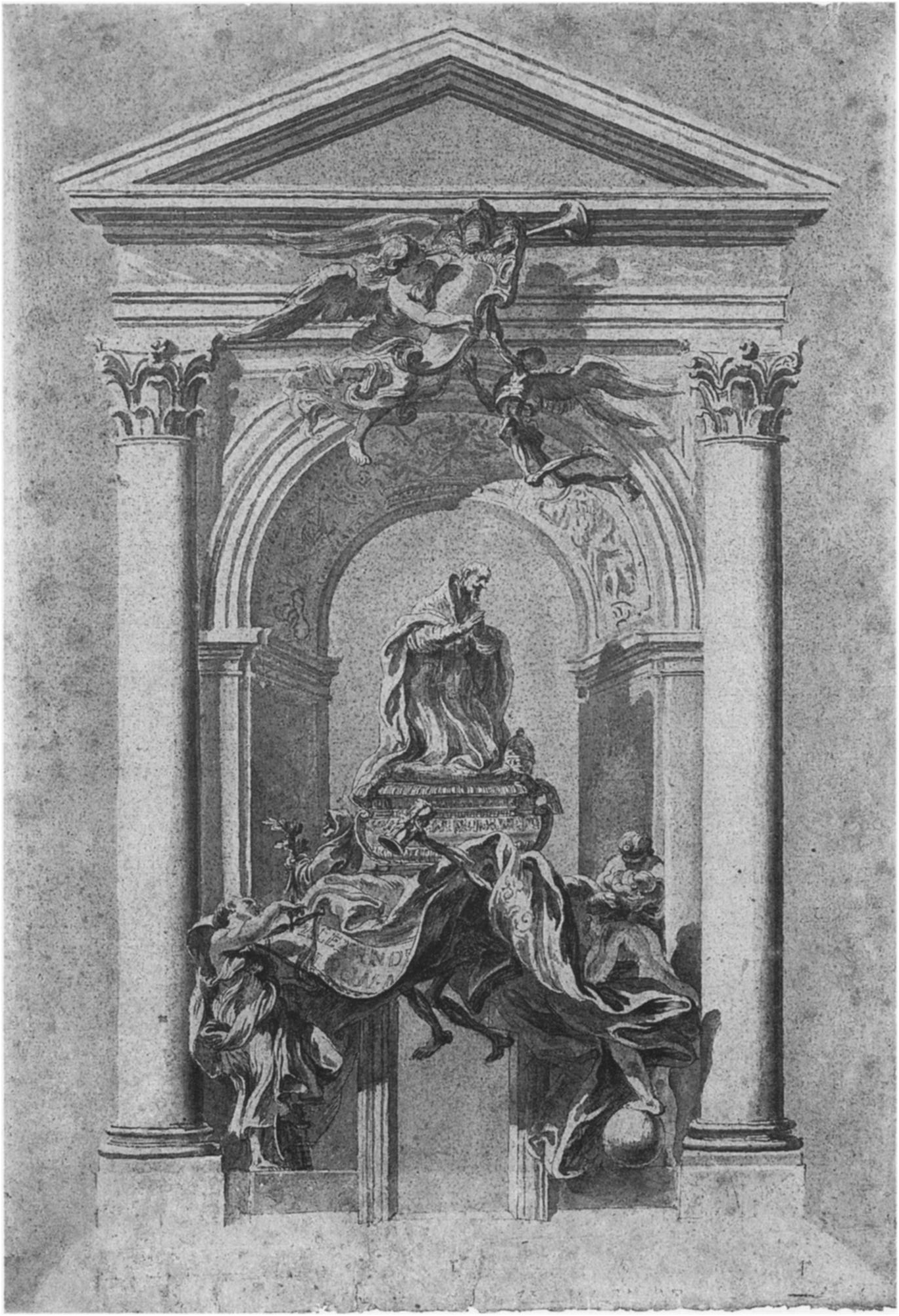
Terzo disegno noto per la tomba di Alessandro VII

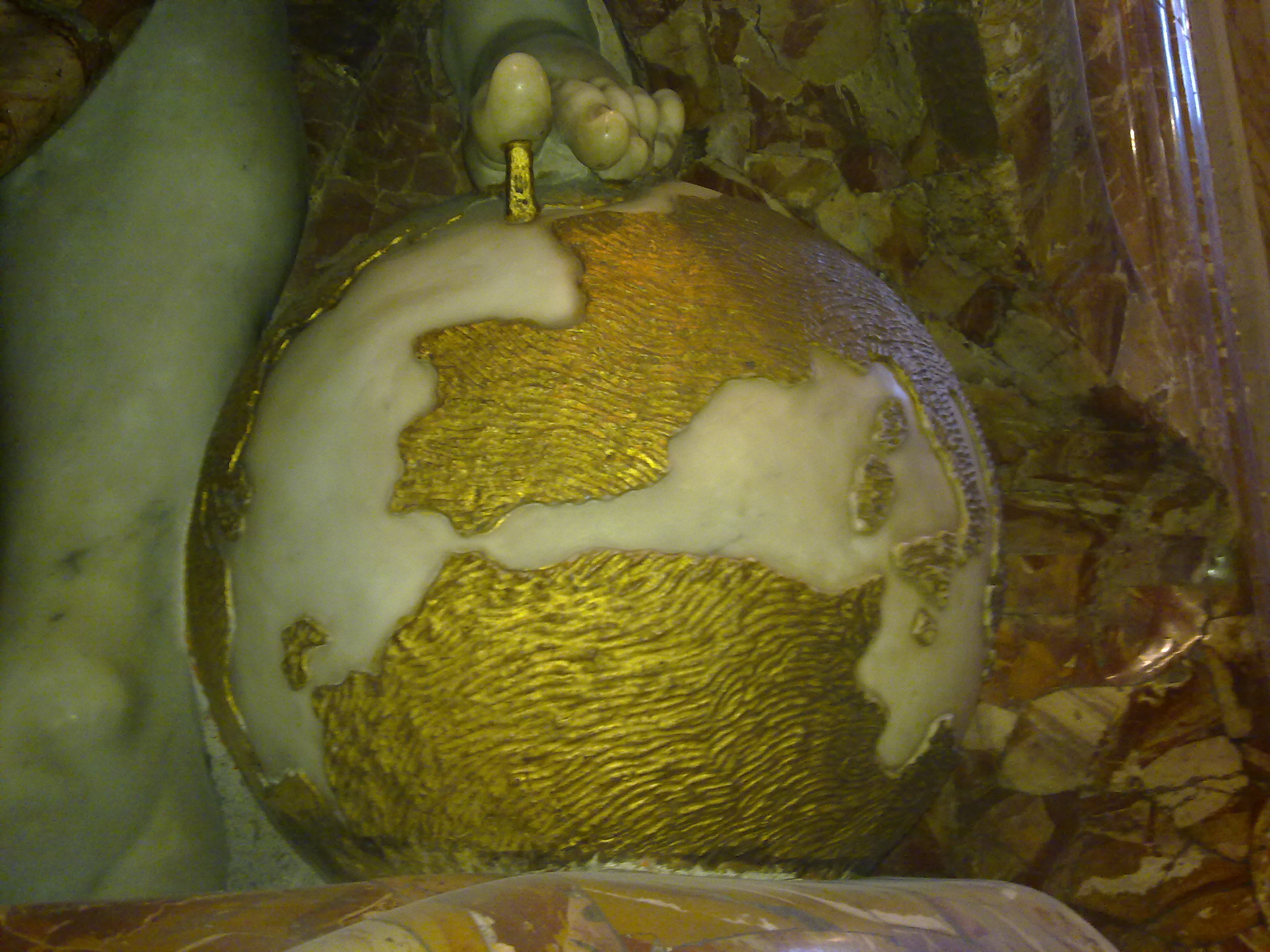
Globo sotto il piede di Verità

Le Virtù a mezzo busto sono al di sopra del livello degli occhi di tutti gli spettatori, e di conseguenza queste figure sono quasi invisibili, al punto che Howard Hibbard le definì "ripensamenti scomodi". La Prudenza è dietro la Carità e la Giustizia è dietro la Verità, così da far intendere che la Giustizia è guidata dalla Verità e la Prudenza è guidata dalla Carità. Gli attributi di un sovrano (Prudenza-Giustizia) sono secondari, sottolineando il ruolo primario di Alessandro come capo spirituale (Carità-Verità). Giuseppe Mazzuoli ha creato la Carità seguendo i modelli di Bernini;  non è in lutto per la morte del papa, ma si muove con gioia verso la sua immagine e la sua espressione ha fatto pensare che potrebbe simboleggiare anche la Speranza, piuttosto che la Carità, anche se sembra quasi offrire il bambino alla presenza del pontefice. La Verità fu iniziata da Lazzaro Morelli e completata da Giulio Cartari, "con poca latitudine per invenzioni personali o idiosincrasie" dai progetti di Bernini. Bernini infatti, secondo i documenti, non deve aver mai lavorato manualmente alla tomba affidandosi alle mani di altri, che dovevano seguire i suoi modelli e disegni, senza avere da parte loro alcuna responsabilità dal punto di vista inventivo. Originariamente nuda, la Verità viene coperta da un pezzo di bronzo dipinto di bianco (come a vestirla) per ordine di papa Innocenzo XI. Non è una Virtù paragonabile alle altre tre, ma piuttosto l'obiettivo di una Virtù. La sua inclusione è stata di notevole importanza per Alessandro VII negli ultimi anni della sua vita: aveva quasi perso il controllo religioso della Francia di re Luigi XIV e non aveva avuto successo nel tentativo di unirsi ai paesi europei in una lotta contro i turchi. Simili insuccessi portarono umiliazione negli ultimi giorni di papa Alessandro VII. Proprio come Bernini si sentì sconfitto quando i suoi campanili furono demoliti dalla facciata della Basilica di San Pietro e usò la sua Verità svelata dal Tempo come espressione della sua ingiusta vergogna, Alessandro VII sperò che Bernini potesse rettificare la sua immagine pubblica con un'altra Verità. Il suo piede poggia su un globo, in particolare sull'Inghilterra, in riferimento ai tentativi di Alessandro VII di correggere le differenze religiose con l'inglese governato dai protestanti. La Giustizia (dietro la Verità) non è in grado di reggere la bilancia, quindi guarda con speranza alla figura davanti di lei. Inoltre, la Morte scheletrica in questa composizione, con la clessidra in mano e la faccia nascosta nelle pieghe del diaspro siciliano, recita la parte del Tempo sconfitto dalla Verità (la Verità del Bernini doveva essere accompagnata dal Tempo, dato che questi aveva tratto l'idea da Allegoria della Virtù (1525), bozzetto incompiuto autografo del Correggio).

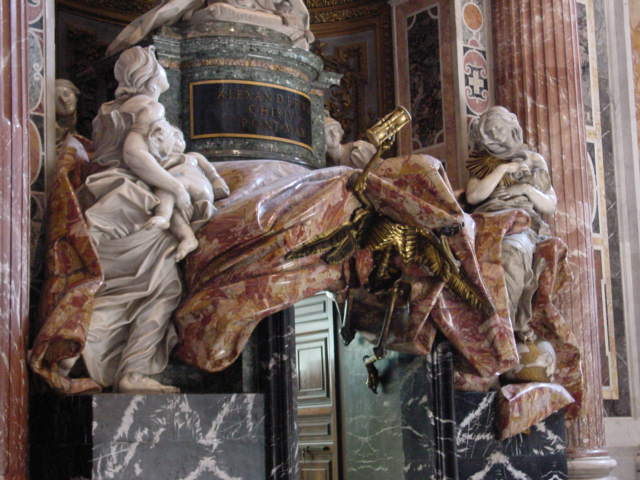
Carità e Verità
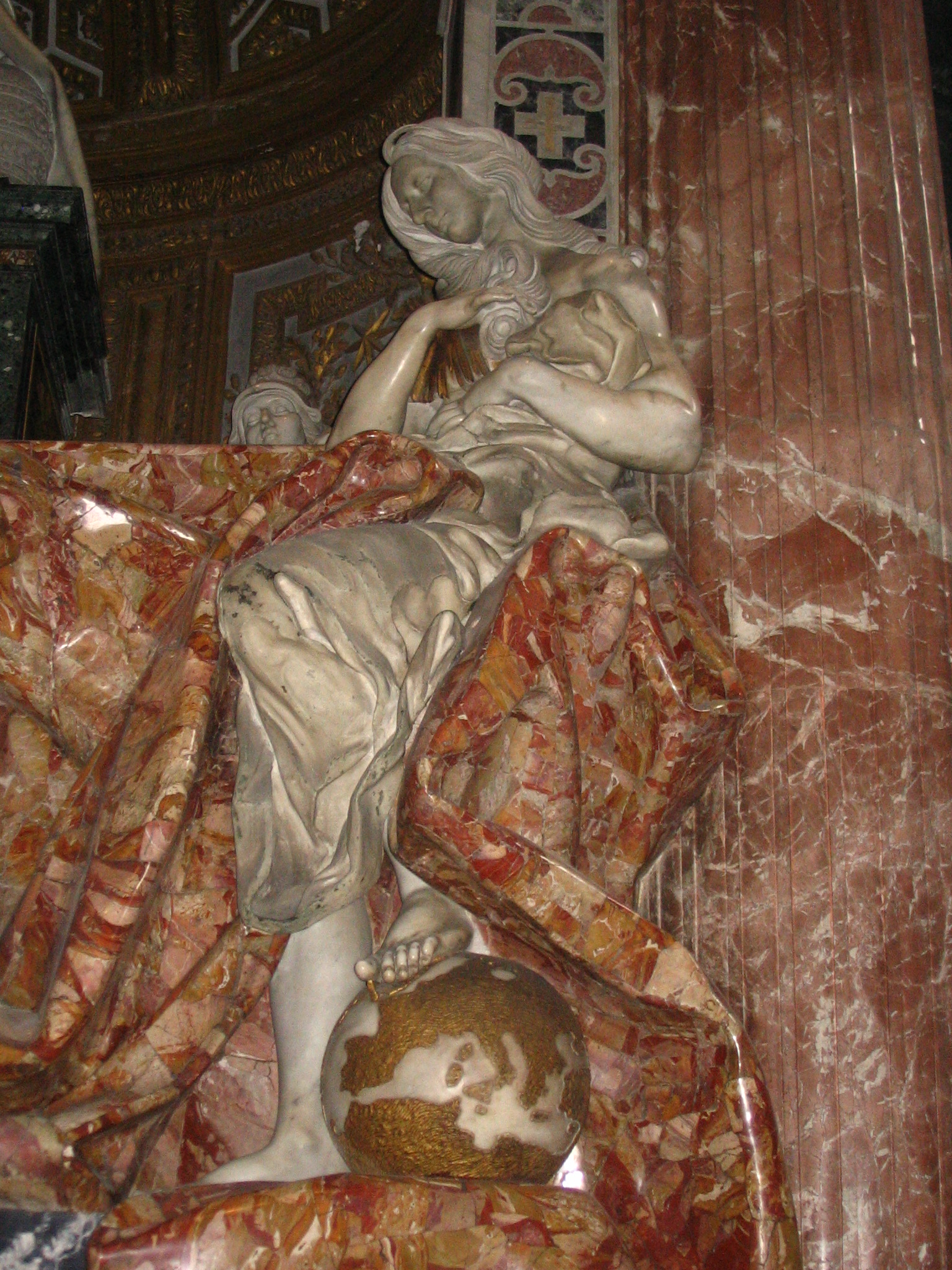
Verità
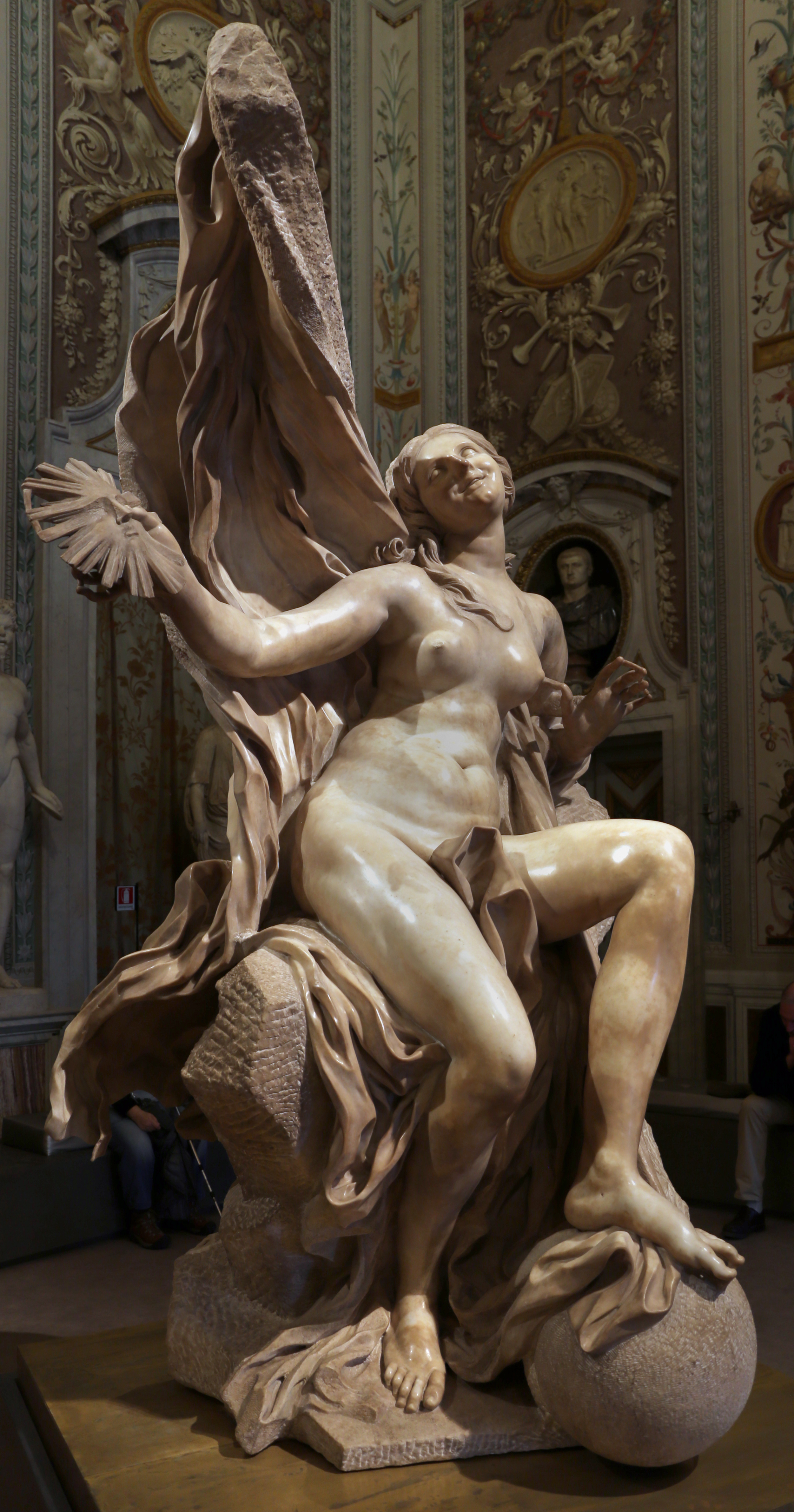
Verità svelata dal Tempo, Bernini
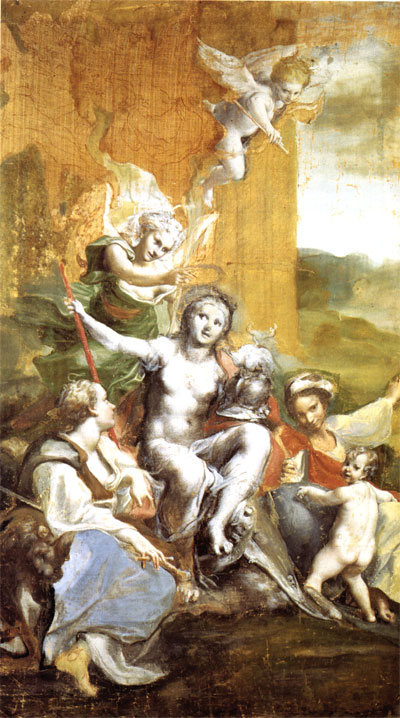
Allegoria della Virtù (1525), bozzetto incompiuto autografo del Correggio.

Questo progetto non deve essere stato il solito processo delle botteghe d'artista (scalpellino sbozza i blocchi prima che lo scultore lo lavori; che un altro artista rifinisse la statua con raspa e lima; infine il lustratore), ma un più elaborato processo con molte più persone all'opera: la Morte era stata dovuta far fondere, artigiani avevano riparato il bronzo appena fuso, qualcuno venne pagato per posizionarla, un'altra venne pagata per creare i fori per le viti, l'esecuzione. Tuttavia ciò che è fuori dall'ordinario sono due fatti: Bernini viene pagato solo nel 1672, mentre la tomba viene costruita tra il 1672-1678; Bernini quindi viene pagato solo per il disegno ma segue fino al completamento il monumento. L'altro fatto è che la Verità viene scolpita per metà da Lazzaro Morelli e completata da Giulio Cartari (pagato quasi la stessa cifra di Morelli, artista quest'ultimo più richiesto di Cartari): quindi gli artisti e artigiani coinvolti avevano talmente poca libertà di esecuzione da poter essere sostituiti anche a metà lavoro). Va ricordato che era perfettamente normale l'uso di assistenti, e anzi era necessario.

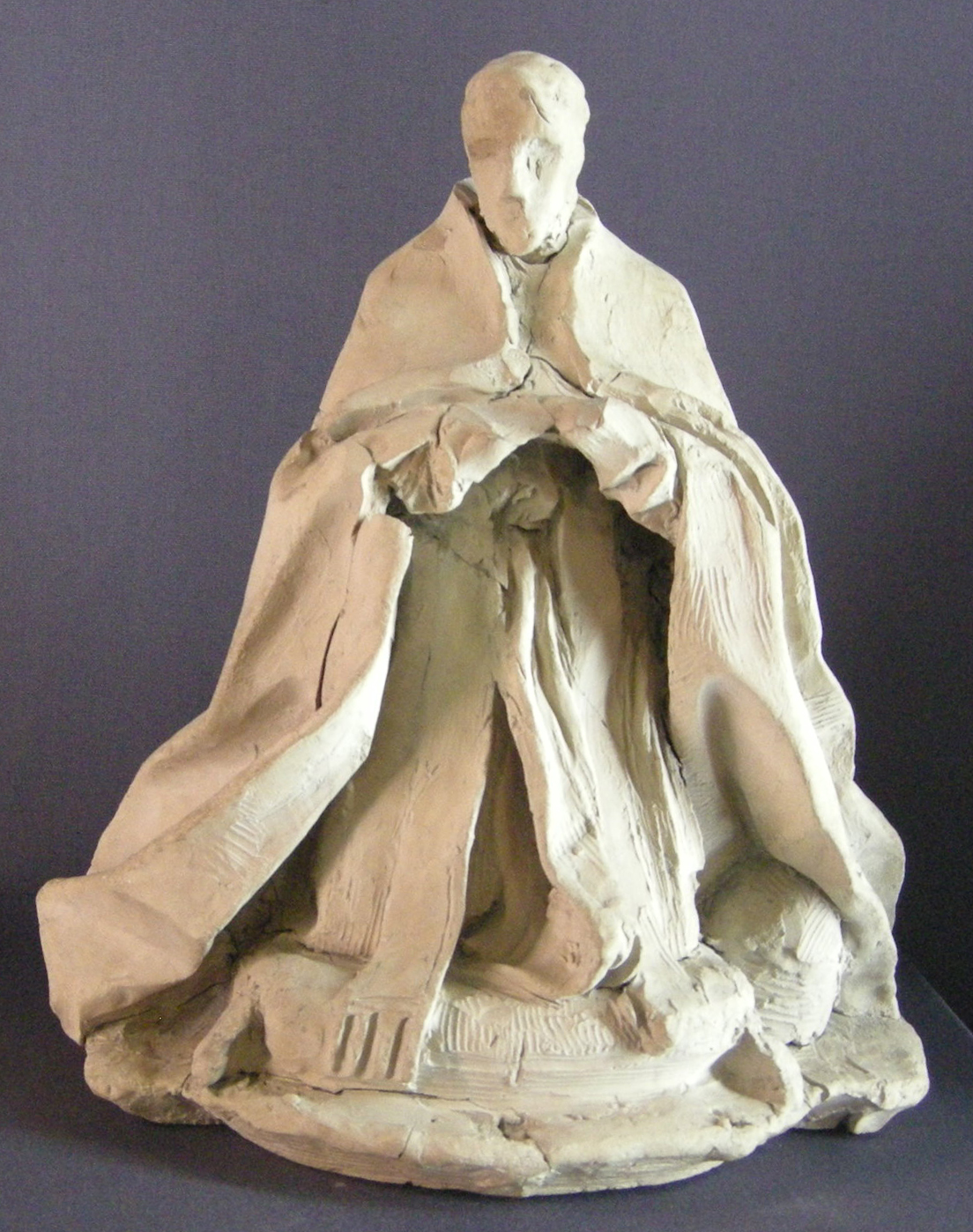
Bozzetto di Alessandro VII, terracotta, V&A Museum

Dopo (o anche prima) aver stabilito il disegno definitivo Bernini si è concentrato su disegni delle figure singole o in modelli di terracotta. Molto noto è il bozzetto del il papa inginocchiato. Bruce Boucher ha fatto presente che la testa venne modellata separatamente per poter individuare l'angolazione adatta. Il bozzetto è vicino alla soluzione definitiva.